# Canal Grande (pictură de Monet)
Canal Grande este o pictură în ulei pe pânză realizată în 1908 de pictorul francez Claude Monet. Este una dintre cele șase picturi care privesc de-a lungul marelui canal spre biserica Salute. Această serie a Marelui canal face parte la rândul său dintr-o serie mai mare de picturi ale Veneției pe care Monet a realizat-o în 1908 în singura sa vizită în oraș. Artistul este în general considerat de istoricii de artă ca fiind în perioada de vârf a creației sale. Picturile au fost începute en plein air și finalizate în Franța.
Această pictură reprezintă o vedere clasică a Marelui Canal, o încercare de a surprinde fața în continuă schimbare a Veneției, așa cum se vede din Palazzo Barbaro, unul dintre locurile în care a stat în timpul călătoriei sale.
În 2015, a fost vândut la o licitație de către Sotheby's cu peste 35 de milioane de dolari. Sotheby a numit această pictură „una dintre cele mai celebre picturi ale Veneției”. Anterior a fost în colecția privată a magnatului de zahăr din New Orleans, Hunt Henderson, care a fost un colecționar de artă celebru.